# شاخه غول‌های سرخ

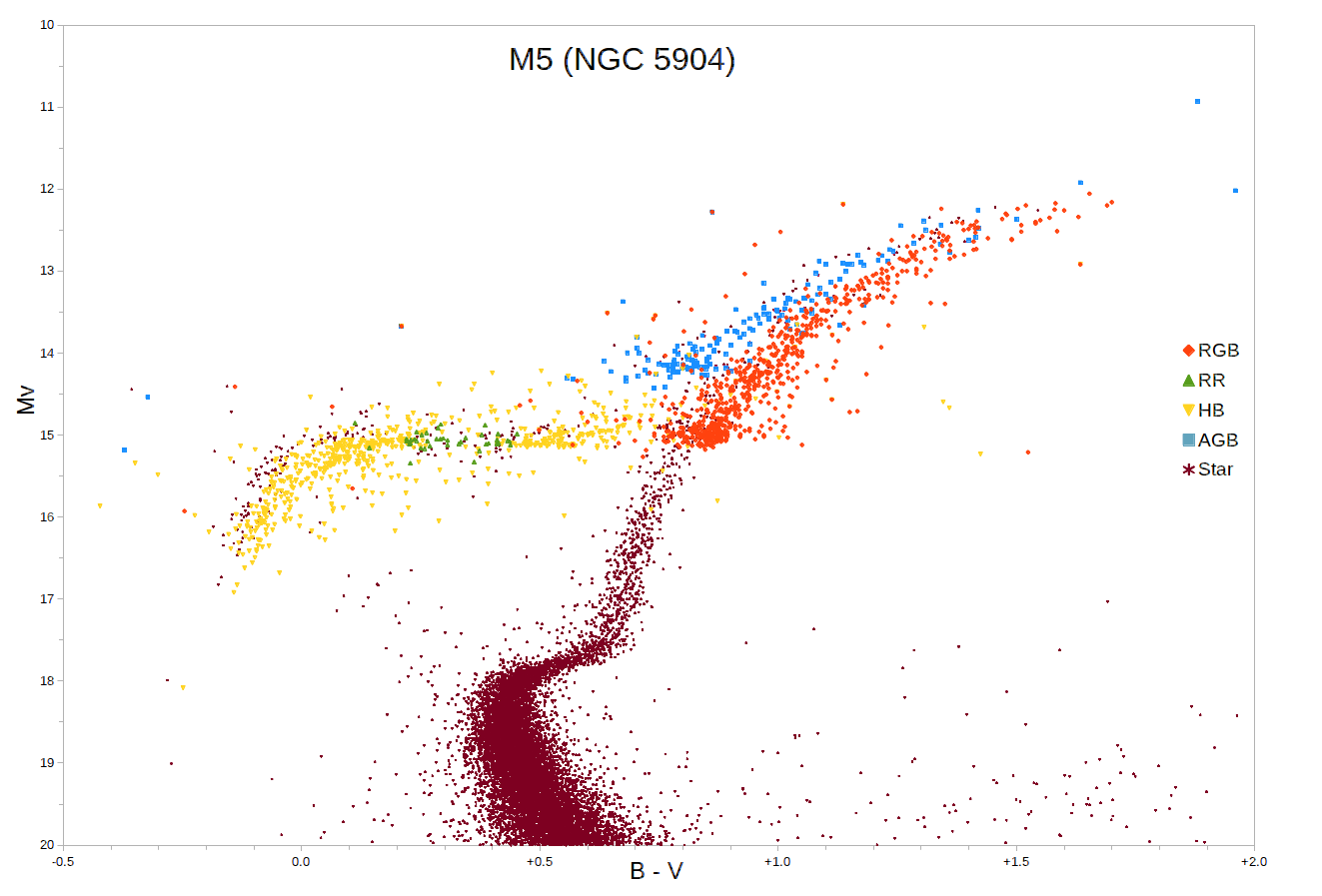
نمودار هرتسپرونگ-راسل برای خوشه ستاره‌ای کروی ام ۵ شاخه پیش‌غول بالا، که از قسمت باریک افقی آغاز شده ستارگان RGB درخشانی را که با رنگ سرخ نشان داده شده.

شاخه غول‌های سرخ (انگلیسی: Red-giant branch) یا (RGB) که گاهی شاخهٔ نخست غول‌پیکر هم نامیده می‌شود، بخشی از شاخه غول‌پیکر در نمودار هرتسپرونگ-راسل است؛ مرحله‌ای قبل از اینکه همجوشی هلیوم در جریان تکامل ستارگان رخ دهد. RGB مرحله‌ای است که ستاره‌های رشته اصلی با جرم کم تا متوسط آن را دنبال می‌کنند. ستاره‌های شاخهٔ غول قرمز دارای یک هسته هلیوم بی‌اثر هستند که توسط پوسته‌ای از هیدروژن از طریق چرخه سی‌ان‌او احاطه شده‌است. آنها ستاره‌های کلاس K و M هستند که بسیار بزرگتر و درخشان تر از ستاره رشته اصلی با همان دما هستند.

## شناسایی

درخشان‌ترین ستارگان در خوشه ستاره‌ای کروی مانند ان‌جی‌سی ۲۸۸ غول‌های سرخ هستند.

در اوایل سدهٔ بیستم شناسایی شدند که با استفاده از نمودار هرتسپرونگ-راسل مشخص شد که دو نوع متمایز از ستاره‌های خنک با اندازه‌های بسیار متفاوت وجود دارد: کوتوله‌ها، که اکنون به‌طور رسمی به عنوان رشته اصلی شناخته می‌شوند، و غول‌ها.
اصطلاح شاخهٔ غول سرخ در طی دهه‌های ۱۹۴۰ و ۱۹۵۰ مورد استفاده قرار گرفت، هرچند که در ابتدا فقط به عنوان یک اصطلاح کلی برای اشاره به منطقه غول سرخ نمودار نمودار هرتسپرونگ-راسل بود. اگرچه اساس طول عمر رشته اصلی هسته‌ای هسته و به دنبال آن مرحلهٔ انقباض ترمودینامیکی به یک کوتوله سفید تا سال ۱۹۴۰ درک شده بود، اما جزئیات داخلی انواع مختلف ستاره‌های غول‌پیکر مشخص نشده نبود.
در سال ۱۹۶۸، نام شاخه مجانبی غول‌ستاره (AGB) برای شاخه‌ای از ستاره‌ها تا حدودی درخشان‌تر از بخش عظیمی از غول‌های قرمز و ناپایدارتر، غالباً ستارگان متغیر با دامنه بزرگ مانند میرا استفاده شد. مشاهدات یک شاخه غول پیکر دوتکه سال‌ها قبل انجام شده بود اما مشخص نبود که توالی‌های مختلف چگونه به هم ربط دارند. تا سال ۱۹۷۰، منطقه غول سرخ به خوبی درک شده بود که از زیرمجموعه‌ها، خود RGB، شاخهٔ افقی و AGB ساخته شده‌است و وضعیت تکاملی ستاره‌ها در این مناطق به‌طور گسترده‌ای قابل درک بود. شاخهٔ غول سرخ به عنوان اولین شاخه غول پیکر در سال ۱۹۶۷ توصیف شد، تا آن را از شاخهٔ غول دوم یا مجانبی متمایز کند، و این اصطلاحات امروزه نیز اغلب استفاده می‌شود.